# Municipio de Independence (condado de Palo Alto)
El municipio de Independence (en inglés: Independence Township) es un municipio ubicado en el condado de Palo Alto en el estado estadounidense de Iowa. En el año 2010 tenía una población de 129 habitantes y una densidad poblacional de 1,42 personas por km².

## Geografía
El municipio de Independence se encuentra ubicado en las coordenadas 43°12′43″N 94°30′6″O / 43.21194, -94.50167. Según la Oficina del Censo de los Estados Unidos, el municipio tiene una superficie total de 91.11 km², de la cual 91,11 km² corresponden a tierra firme y (0 %) 0 km² es agua.

## Demografía
Según el censo de 2010, había 129 personas residiendo en el municipio de Independence. La densidad de población era de 1,42 hab./km². De los 129 habitantes, el municipio de Independence estaba compuesto por el 93,8 % blancos, el 0,78 % eran amerindios, el 1,55 % eran de otras razas y el 3,88 % eran de una mezcla de razas. Del total de la población el 4,65 % eran hispanos o latinos de cualquier raza.